# Месолакос
Месолакос (грч. Μεσόλακκος) је насељено место у општини Гребен у периферији Западна Македонија, Грчка. Према попису из 2021. године било је 30 становника.
Према бугарском географу и историчару, Василу Канчову, у Големом Сирину је 1900. године живело 170 Грка. Село се раније звало Зигост.